# عود صغير الأوراق
عود صغير الأوراق (الاسم العلمي:Aquilaria parvifolia) هو نوع من النباتات يتبع جنس العود من الفصيلة المثنانية.